# Saranhac
Saranhac (en francès Sernhac) és un municipi francès situat al departament del Gard i a la regió d'Occitània.